# Чєрний Ваг (річка)
Чєрний Ваг (словац. Čierny Váh) — річка в Словаччині, співутворююча Вагу, протікає в округах Ліптовський Мікулаш й Попрад.
Довжина — 39 км; площа водозбору 314 км².
Витікає в масиві Низькі Татри на схилі гори Кральова-Голя на висоті 1680 метрів.
Серед приток —
- Бенковський потік[2]
- Ждярський потік
- Іполтіца
- Сварінка.

Збудовано водосховище Чєрний Ваг.
З Білим Вагом утворює Ваг біля села Кральова Легота на висоті 663 метри.